# Daniel Heun
Daniel Heun (* 18. Oktober 1986 in Fulda) ist ein ehemaliger deutscher Skilangläufer. Er startete für den SKG Gersfeld.

## Karriere
Heun trat von 2004 bis 2014 vorwiegend beim Alpencup an. Sein erstes von insgesamt 37 Weltcuprennen lief er im Februar 2005 in Reit im Winkl, welches er auf den 41. Platz im Sprint beendete. Seine ersten Weltcuppunkte holte er im Januar 2006 in Oberstdorf mit dem 26. Platz im Sprint. Bei den Nordischen Junioren-Skiweltmeisterschaften 2006 in Kranj gewann er Silber im Sprint. Bei den U23-Weltmeisterschaften 2009 holte er Bronze im Sprint. Im März 2009 wurde er Dritter bei den deutschen Meisterschaften im 20-km-Massenstartrennen. In der Saison 2010/11 erreichte er in Liberec mit dem 17. Platz im Sprint seine beste Platzierung bei einem Weltcupeinzelrennen. Einen Tag später schaffte er mit dem siebten Platz zusammen mit Oliver Wünsch im Teamsprint seine erste und einzige Top-Zehn-Platzierung im Weltcup. Bei den Nordischen Skiweltmeisterschaften 2011 in Oslo errang er den 27. Platz im Sprint. Im Februar 2013 wurde er deutscher Meister im Sprint. Nach der Saison 2013/14 beendete er seine Karriere.

## Weltcup-Statistik
Die Tabelle zeigt die erreichten Platzierungen im Einzelnen.
- 1.–3. Platz: Anzahl der Podiumsplatzierungen
- Top 10: Anzahl der Platzierungen unter den ersten zehn
- Punkteränge: Anzahl der Platzierungen innerhalb der Punkteränge
- Starts: Anzahl gelaufener Rennen in der jeweiligen Disziplin
- Hinweis: Bei den Distanzrennen erfolgt die Einordnung gemäß FIS.

| Platzierung         | Distanzrennen a | Distanzrennen a | Distanzrennen a | Distanzrennen a | Distanzrennen a | Skiathlon Verfolgung | Sprint | Etappen- rennen b | Gesamt | Team c | Team c  |
| Platzierung         | ≤ 5 km          | ≤ 10 km         | ≤ 15 km         | ≤ 30 km         | > 30 km         | Skiathlon Verfolgung | Sprint | Etappen- rennen b | Gesamt | Sprint | Staffel |
| ------------------- | --------------- | --------------- | --------------- | --------------- | --------------- | -------------------- | ------ | ----------------- | ------ | ------ | ------- |
| 1. Platz            |                 |                 |                 |                 |                 |                      |        |                   |        |        |         |
| 2. Platz            |                 |                 |                 |                 |                 |                      |        |                   |        |        |         |
| 3. Platz            |                 |                 |                 |                 |                 |                      |        |                   |        |        |         |
| Top 10              |                 |                 |                 |                 |                 |                      |        |                   |        | 1      |         |
| Punkteränge         |                 |                 |                 |                 |                 |                      | 6      |                   | 6      | 6      |         |
| Starts              |                 |                 | 2               |                 |                 |                      | 29     |                   | 31     | 6      |         |
| Stand: Karriereende |                 |                 |                 |                 |                 |                      |        |                   |        |        |         |